# Zdravko Radulović
Zdravko Radulović (ur. 12 grudnia 1966 w Nikšiciu) – chorwacki koszykarz występujący na pozycji rzucającego obrońcy, posiadający także serbskie obywatelstwo, mistrz Europy, srebrny medalista olimpijski, po zakończeniu kariery zawodniczej trener koszykarski.

## Osiągnięcia
Na podstawie, o ile nie zaznaczono inaczej.
Drużynowe
- Mistrz:
  - Chorwacji (1992, 1993, 1997, 1998)
  - Słowenii (1996)
  - Izraela (1999)
- Wicemistrz Chorwacji (1995)
- Zdobywca pucharu Izraela (1999)
- Finalista pucharu:
  - Jugosławii (1986)
  - Chorwacji (1997, 2002)

Indywidualne
- MVP meczu gwiazd ligi chorwackiej (1995)
- Uczestnik meczu gwiazd ligi chorwackiej (1995)
- Lider strzelców Euroligi (1993)

Reprezentacja
- Mistrz:
  - Europy (1989)
  - Uniwersjady (1987)
- Wicemistrz olimpijski (1988)

Trenerskie
- Finalista pucharu Chorwacji (2007)